# パル工業
パル工業（パルこうぎょう）は、かつて存在した日本のパチスロメーカー。
「ニューペガサス」をはじめとしたペガサスシリーズで名を馳せた。しかし、メーカー自らが裏モノ連チャン機に関与したとして検定取り消し処分となり、そのまま1996年に会社自体が解散となった。しかし、4号機中頃以降の各社の連チャン機では、リプ連や小役の連続をきっかけとするボーナス発生メカニズムなど、パル工業の手法を手本にしたと思われる機種も多い。

## 主な機種

### 1.5号機
- ニューペガサス

吸い込み方式の採用によるゲーム性で、ハマリと連チャンを演出し人気を博した。しかしながら「パル工業＝ペガサス」という認識が広まりすぎ、2号機以降混迷する。

### 2号機・3号機
- F-1
- ペガサスラビット
- ペガサスEXA
- ペガサス412

### 4号機
- ペガサスワープ
- C51（チャンスこい）
- ビガー
- V10
- パワーゴリラ
- パワーボム
- キングアロー
- スフィンクス7

## その他
- 解散後、パル工業を去った開発スタッフは広島県に本社があった日電協非加盟メーカーのマツヤ商会に流れたとみられる。パル工業最後の機種となったスフィンクス7と内部仕様がほとんど同じ「ラスタJ」がマツヤ商会から発売され、その後のマツヤ商会の機種もパネルのデザインなどがパル工業のものと似ていた。しかし2004年9月にマツヤ商会も民事再生法の適用を申請して倒産し（ただし2008年2月に久々の新機種を発売するなど、企業活動は継続している）、その後の開発スタッフは電子遊技機工業協同組合（電遊協）加盟メーカーのエマ（本社：兵庫県伊丹市）に流れたとみられる。エマからニューペガサスやビガー、パワーボムの後継機が発売されているからである。
- C51からキングアローまでの6機種は内部仕様がほとんど同じで、リール配列は全く同じ兄弟機であった。